# フィリップ・ヘンリー・ゴス

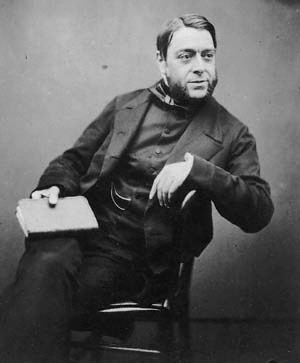
フィリップ・ヘンリー・ゴス、1855年

フィリップ・ヘンリー・ゴス（Philip Henry Gosse, 1810年4月6日 - 1888年8月23日）は、イギリスの博物学者、科学作家。聖書の天地創造説と地質学の斉一説を融合させようと試みた。詩人エドモンド・ゴスの父親である。また、エドモンドの息子に海賊史研究で著名なフィリップ・ゴスがいる。

## 業績
イングランドのウスター生まれ。神学上重要な提案をしたが、聖職者ではなく神学の教育を受けたわけでもなかった。ニューファンドランドへ移住すると昆虫観察に没頭した。カナダ、アメリカのアラバマ州と移り住み、1839年に英国へ戻った。その後科学作家に転じ、カナダの昆虫やジャマイカの鳥類、海生生物等の著作を発表した。またロンドン動物園で海水を使ったショーを世界で初めて可能にした。

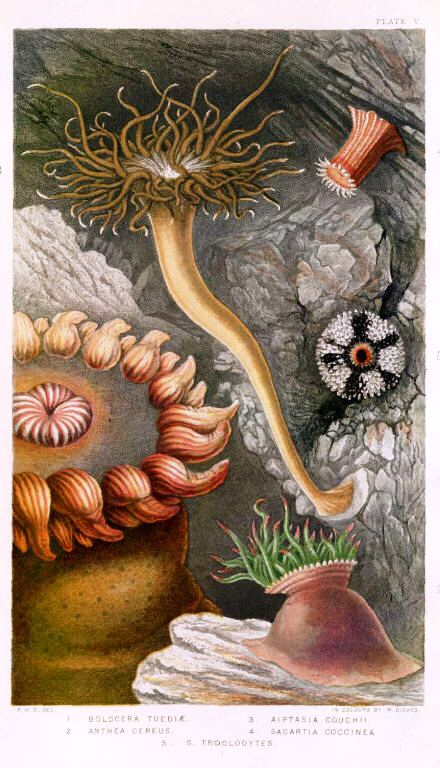
『英国のイソギンチャクとサンゴ』
ゴスによる海洋生物のイラスト－1860年

### オムファロス
ゴスは地質学をよく理解していたので、地球の年齢が聖書の記述よりも遙かに古いと認めていた。しかし同時に、当時の多くの人と同じように創造論者でもあったので、聖書の記述は正しいとも考えていた。ゴス以前にこの矛盾を解決するいくつかの説が提示されており、代表として「聖書の記述は比喩的であり、七日で天地が創造されたのではなく実はもっと遙かに長い期間である（長期説）」などがある。
しかしゴスはジェームズ・アッシャー司教が想定した紀元前4004年の字義通り七日間での創造と、観察されている地質学的年代の矛盾を解決するために、それらとは全く異なる仮説を提唱した。それが1857年に公表されたオムファロスである。
しかしこの仮説はゴスが予想していた無神論者からだけでなく、創造論者からも厳しい攻撃に晒された。神がいたずらに化石や地層を世界中に作ったと考えるのは悪趣味である（もちろんゴスは神が「悪戯をした」と考えたのではないが）として受け入れられなかったのである。1857年、チャールズ・ダーウィンが『種の起源』を出版する2年前のことであった。オムファロス説が友人からも拒絶され、ショックを受けたゴスは神学論争から身を引いた。晩年には殺人や宗教を扱った小説を残している。